# آب‌سنگ حلقوی غافو
اب‌سنگ حلقوی غافو (به لاتین: Gaafu Dhaalu Atoll) یک منطقهٔ مسکونی در مالدیو است که در مالدیو واقع شده‌است. اب‌سنگ حلقوی غافو ۱۱٬۵۸۷ نفر جمعیت دارد.